# 다테이시 아스카
다테이시 아스카(일본어: 立石 飛鳥, 1983년 6월 9일 ~ )는 일본의 전 축구 선수이다.

## 구단 경력
과거 아비스파 후쿠오카, 더스파 구사쓰, 사간 도스, V-파렌 나가사키에서 활동하였다.